# Del mar (Ozuna, Doja Cat e Sia)
Del mar è un singolo del cantante portoricano Ozuna, della rapper statunitense Doja Cat e della cantautrice australiana Sia, pubblicato il 9 ottobre 2020 come quinto estratto dal quarto album in studio di Ozuna Enoc.

## Descrizione
Quinta traccia del disco, Del mar, è un brano prevalentemente pop latino, con dei riverberi hip hop, vista la presenza della rapper Doja Cat.

## Video musicale
Il video musicale, ambientato sul fondale marino, vede gli artisti muoversi fra vari scenari, tutti inerenti alla realtà marina.

## Tracce
Testi di Alexis Gotay, Amaia Dlamini, Donny Flores, Eduardo Alfonso Vargas Berrios, Jesse Shatkin, Jose Cotto, José Aponte, Juan Carlos Ozuna Rosado, Sia Furler, Starlin Rivas Batista, Yazid Riviera Lopez.
1. Del mar – 3:35

## Classifiche

### Classifiche settimanali
| Classifica (2020-21)  | Posizione massima |
| --------------------- | ----------------- |
| Belgio (Vallonia)     | 61                |
| Francia               | 30                |
| Portogallo            | 108               |
| Repubblica Dominicana | 8                 |
| Romania               | 64                |
| Spagna                | 16                |
| Stati Uniti           | 120               |
| Svizzera              | 51                |

### Classifiche di fine anno
| Classifica (2021) | Posizione |
| ----------------- | --------- |
| Francia           | 69        |
| Spagna            | 79        |